# Vahid Hashemian
Vahid Hashemian est un footballeur international iranien, né le 21 juillet 1976 à Téhéran. Il joue au poste d'attaquant de la fin des années 1990 au début des années 2000..

## Biographie
Vahid Hashemian naît le 21 juillet 1976 à Téhéran, en Iran. Il fait ses débuts professionnels à Fath en 1996. L'année suivante il s'installe au PAS Téhéran FC.
En 1999, il part en Allemagne, à Hambourg. Il fait ses débuts en Bundesliga contre le Bayern Munich.
Lors de la saison 2003-2004 avec Bochum, lui et son équipe se qualifient pour la Coupe de l'UEFA.
Révélé lors de deux bonnes saisons au VfL Bochum, Vahid Hashemian signe en 2004 au Bayern Munich pour la somme de 2 millions d'euros. Il ne joue cependant que des bribes de matchs, confronté à une forte concurrence (Roy Makaay, Claudio Pizarro, Roque Santa Cruz). Durant la saison, le Bayern a disputé un match contre le Maccabi Tel Aviv, en Israël, que la fédération iranienne le pousse à ne pas jouer.
Souhaitant retrouver du temps de jeu, il signe en 2005 au Hanovre 96.
Après 3 saisons moyennes, il signe à l'été 2008 à Bochum.
Il prend sa retraite en 2012 avec le Persepolis FC dans sa ville natale de Téhéran.

### En équipe nationale
Avec l'Iran, il dispute deux Coupes d'Asie et la Coupe du monde 2006. Lors de cette dernière, il est titulaire lors des trois matchs de l'Iran (deux défaites et un match nul).

## Palmarès
Dans son palmarès, il a une Bundesliga, une Coupe et deux Coupes de la Ligue avec le Bayern, et une Coupe iranienne avec le Persépolis. 
- Vainqueur du Championnat d'Allemagne 2005

## Statistiques
Avec son équipe nationale, il a disputé 50 matchs et marqué 15 buts.
- 1999-2000 : Hambourg SV  Allemagne 11 matchs , 0 but
- 2000-2001 : Hambourg SV  Allemagne 1 m , 0 b
- 2002-2003 : VfL Bochum  Allemagne 34 m , 11 b
- 2003-2004 : VfL Bochum  Allemagne 32 m , 16 b
- 2004-2005 : Bayern Munich  Allemagne 9 m , 0 b ; C1 2 m , 0 b
- 2005-2006 : Hanovre 96  Allemagne 29 m , 4 b
- 2006-2007 : Hanovre 96  Allemagne 31 m , 4 b
- 2007-2008 : Hanovre 96  Allemagne 20 m , 1 b
- 2008-2009 : VfL Bochum  Allemagne 16 m , 1 b
- 2009-2010 : VfL Bochum  Allemagne 25 m , 2 b
- Depuis 2010 : Persepolis Teheran  Iran